# سرطانة مخاطية
السرطانة المخاطية (بالإنجليزية: Mucinous carcinoma)‏ هي نوع من السرطان الذي ينشأ من الخلايا الظهارية التي تبطن أعضاء داخلية معينة كما تبطن الجلد، وهي أيضًا تنتج الموسين (المكون الرئيسي للمخاط ).
عندما توجد داخل الجلد فإن السرطانة المخاطية عادة ما يكون كتلة مستديرة مرتفعة حمراء وأحيانًا متقرحة، وعادة ما تكون موجودة على الرأس والعنق. :669